# Bundesstraße 156
Die Bundesstraße 156 (Abkürzung: B 156) ist eine Bundesstraße in den deutschen Ländern Brandenburg und Sachsen. Sie beginnt in Großräschen an der B 169 und endet in Bautzen an der B 96. Zwischen Jämlitz-Klein Düben und „Bendels Kreuzung“ in Krauschwitz ist sie mit der B 115 deckungsgleich.

## Geschichte
Die Reichsstraße 156 verband bis 1945 Muskau (jetzt Bad Muskau) an der Neiße, wo sie an der Reichsstraße 115 ihren Ausgang nahm, mit Triebel (jetzt Trzebiel) an der damaligen Reichsstraße 122. Sie kam praktisch auf ihrer gesamten Länge 1945 unter polnische Verwaltung und bildet heute einen Teil der polnischen Droga krajowa 12.
Neben der damaligen Fernstraße 115 war die F 156 zu DDR-Zeiten eine der wichtigsten Straßen im Kreis Weißwasser, unter anderem diente sie als Zulieferweg für den Bau des Kraftwerks Boxberg. Durch den Braunkohletagebau Nochten wurde eine Umverlegung der Strecke zwischen Weißwasser/Oberlausitz und Boxberg notwendig. Dieser Teil wurde als Betonstraße östlich um den Tagebau geführt. Durch den Tagebau Bärwalde zwischen Boxberg und Uhyst (Spree) musste die Straße nach Westen verlegt werden. Durch diese Verlegungen wird nun eine 29 km lange Fahrstrecke für 17 km Luftlinie benötigt.

### Neu- und Ausbau B156a / B160
Die Bundesstraße 156 sollte von Weißwasser nach Westen über Schleife mindestens bis zur B 97 bei Spremberg (bzw. bis zur A 13 bei Großräschen) als Bundesstraße 160 (alter Arbeitsname: B 156a) neu gebaut werden. Im Juli 2011 wurde die Vorplanung vom Bundesverkehrsministerium abgebrochen.
Im Bereich der Stadt Bautzen wurde die B 156 im Zuge des Baus einer Umgehungsstraße und der Verlegung der Autobahnanschlussstelle Bautzen-Ost in den 2000er Jahren neu trassiert.
Für den Bereich Niedergurig ist eine Ortsumfahrung im Westen geplant, um die engen Kurven der Ortsdurchfahrt künftig zu umgehen.

## Sehenswürdigkeiten
- Lausitzer Seenland
- Kraftwerk Schwarze Pumpe
- Kraftwerk Boxberg
- Lausitzer Findlingspark Nochten
- Bärwalder See
- Schrotholzkirche in Sprey
- Biosphärenreservat Oberlausitzer Heide- und Teichlandschaft
- Segelflugplatz Klix
- Talsperre Bautzen
- Altstadt und Museen in Bautzen